# 普雷格拉達
普雷格拉達是克羅地亞的城鎮，位於該國北部，毗鄰與斯洛文尼亞接壤的邊境，由克拉皮納-扎戈列縣負責管轄，面積67.26平方公里，該鎮在1929至1991年期間由南斯拉夫負責管治，2011年人口6,613。

## 外部連結
- Pregrada official site （页面存档备份，存于）
- Pregrada.info - Unofficial Pregrada news portal （页面存档备份，存于）